# Viteško alkarsko društvo
Viteško alkarsko društvo iz Sinja jedna je od starijih hrvatskih kulturnih institucija, koja danas djeluje kao udruga građana. Održavanje tradicionalne viteške igre Sinjske alke čini osnovnu djelatnost ovog Društva, koje okuplja isključivo članove lokalnog podrijetla iz Sinja i okolice.

## Organizacijska struktura
Rad Društva organiziran je kroz nekoliko tijela koje čini veći broj volontera: Skupštinu kao najviše tijelo, Upravni odbor zadužen za operativno vođenje, Nadzorni odbor koji vrši kontrolu poslovanja te Časni sud koji čuva tradiciju i dostojanstvo alkarskih vrijednosti.[nedostaje izvor]

## Članstvo
Društvo razlikuje tri kategorije članova s različitim ulogama i ovlastima:
- Obnašatelj predstavljaju aktivnu jezgru Društva i uključuju vojvodu kao glavnu figuru, alkare koji sudjeluju u natjecanju, alkarsku pratnju, alkarske momke te članove Upravnog odbora i Časnog suda.

- Doprinositelji mogu postati svi oni koji pridonose materijalnom potporom Društvu kroz različite oblike podrške: novčano, darivanjem predmeta vezanih za Alku, promicanjem Alke kroz knjige i medije ili pak izvršavanjem specifičnih zadataka.

- Počasno članstvo rezervirano je za građane koji imaju posebne zasluge, bez obzira na njihovo geografsko podrijetlo i nemaju pravo odlučivanja u radu Društva.[1]

## Kulturno nasljeđe
Zbirka odora, opreme i oružja Viteškoga alkarskog društva 1979. godine proglašena je spomenikom kulture najviše kategorije. Sinjska alka kao kulturno dobro upisana je 2007. godine u Registar kulturnih dobara Republike Hrvatske, a 16. studenoga 2010. godine postala je dio UNESCO-ove Reprezentativne liste nematerijalne baštine čovječanstva, što je potvrdilo njezin globalni značaj za očuvanje tradicionalnih vrijednosti.
Ideja o izgradnji Alkarskih dvora, specijalizirane građevine namijenjena potrebama Viteškoga alkarskog društva, seže u kraj 19. stoljeća.
Prije Alke tradicionalno se za članove za Viteškoga alkarskoga društvo služi sveta misa u bazilici Čudotvorne Gospe Sinjske.